# 中华人民共和国博物馆列表
中華人民共和國是一個博物館大國，截至2019年底，中華人民共和國备案的博物馆达5535间，其中山东、浙江、河南、陝西等4省的省内博物馆数量超过300间，另有11个省的博物馆总数超过200间。5535间博物馆中，国有博物馆共3825间，非国有1710间；免费开放的有4929家。

## 基于行政区域划分
根据国家文物局颁布的《全国博物馆名录》，将现有博物馆按照中华人民共和国行政区划进行归类。
| 区域     | 博物馆列表                                                                             |
| -------- | -------------------------------------------------------------------------------------- |
| 华北地区 | 北京市、天津市、河北省、山西省、内蒙古自治区                                           |
| 华东地区 | 上海市、山东省、江苏省、安徽省、浙江省、江西省、福建省                                 |
| 西南地区 | 重庆市、四川省、贵州省、云南省、西藏自治区                                             |
| 东北地区 | 辽宁省、吉林省、黑龙江省                                                               |
| 中南地区 | 河南省、湖北省、湖南省、广西壮族自治区、广东省、海南省、香港特别行政区、澳门特别行政区 |
| 西北地区 | 陕西省、甘肃省、青海省、宁夏回族自治区、新疆维吾尔自治区                               |

## 基于博物馆等级划分
中国国家文物局为加强博物馆行业管理，充分发挥博物馆的社会服务功能，促进博物馆事业发展，而对中华人民共和国境内所有正式登记、注册并接受年检，具有文物、标本收藏保管、科学研究、陈列展览功能的，对外开放的各类博物馆，经该国家局组织设立的全国博物馆评估委员会在综合管理与基础设施、藏品管理与科学研究、陈列展览与社会服务等各方面进行综合评议，并以打分方式产生的博物馆等级划分。
| 性质 | 一级           | 二级           | 三级           | 未评级           |
| ---- | -------------- | -------------- | -------------- | ---------------- |
| 国有 | 国家一级博物馆 | 国家二级博物馆 | 国家三级博物馆 | 国家未评级博物馆 |
| 民办 | 民办一级博物馆 | 民办二级博物馆 | 民办三级博物馆 | 民办未评级博物馆 |